# Jaboka
Jaboka (urdu: جبوكہ‬) – miasto we wschodnim Pakistanie, w prowincji Pendżab. Liczy ono 50 000 mieszkańców.